# 동굴곰
동굴곰(학명:Ursus spelaeus)은 플라이스토세 후기에서 마지막 빙기 극대기인 약 2만4천년 전까지 유라시아 지역에 살던 멸종된 곰이다. 라틴어로 된 학명 역시 동굴(spela)에서 사는 곰(Ursus)이란 뜻으로 대부분의 화석이 동굴에서 발견되기 때문에 이런 이름이 붙었다. 오늘날 큰곰도 동굴에서 머물기는 하지만 동굴곰은 이들 보다 더 오랫동안 동굴에서 머무는 서식 습관이 있었던 것으로 보인다.

## 발견

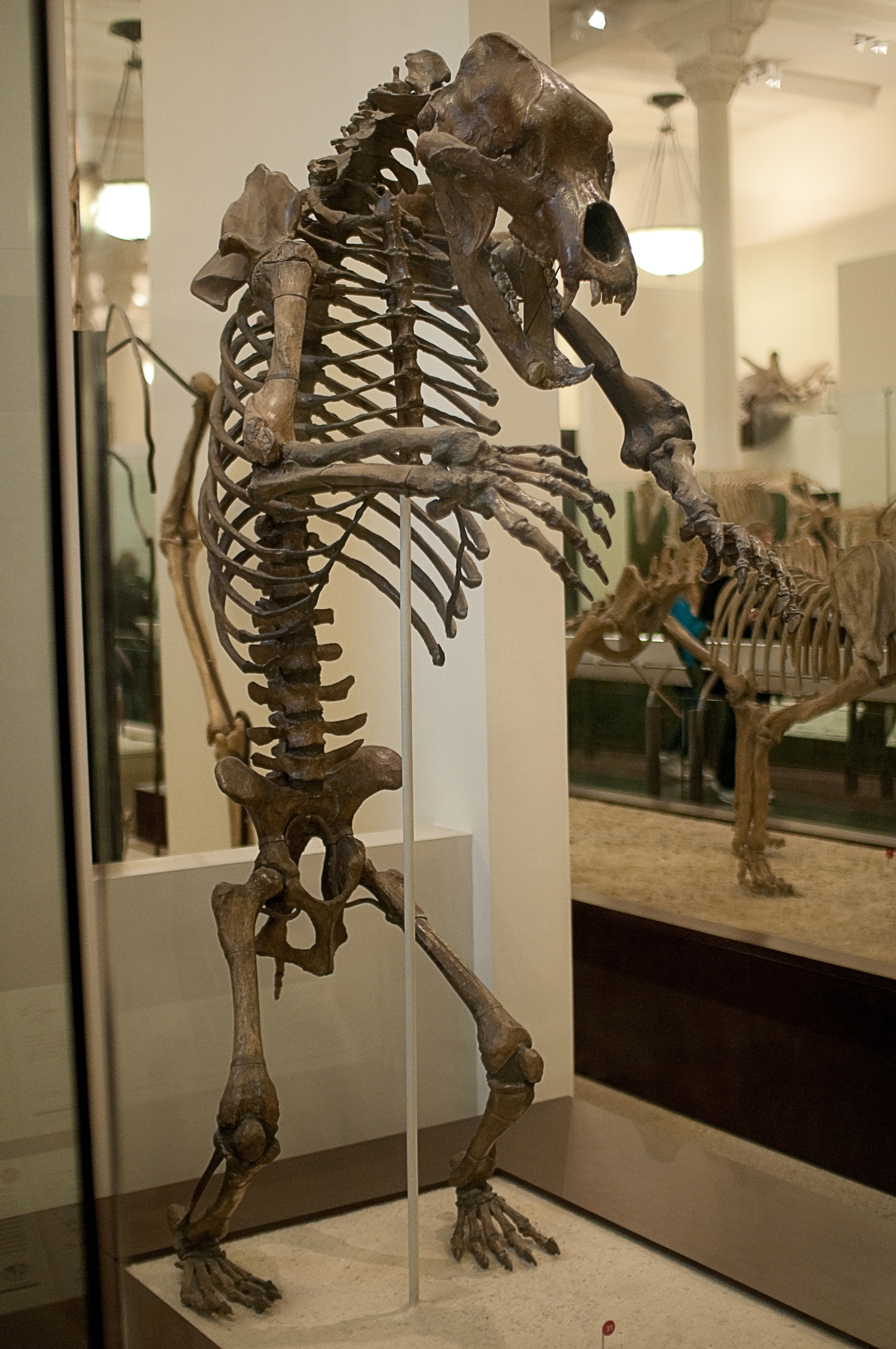
미국 자연사 박물관에 전시된 동굴곰의 뼈대

1774년 요한 프리드리히 에스퍼가 《알려지지 않은 사족보행 동물에 대한 새로운 발견》에서 동굴곰을 처음 설명하였다. 그 이전부터 동굴곰의 뼈는 종종 발견되었지만, 사람들은 이 뼈의 주인공을 유인원, 고양이과의 동물, 심지어는 드래곤이나 유니콘같은 전설의 동물로 여기기도 하였다. 에스퍼는 이 동물이 곰이라고 서술하였지만 북극곰의 한 갈래라고 여겼다. 에스퍼의 책이 출간 된 지 20년이 지나 라이프치히 대학교의 해부학자 요한 크리스티안 로즈윌러는 동굴곰이 별도의 생물종이라고 결론 짓고 우르수스 스펠라에우스(Ursus spelaeus, 동굴곰)이라는 학명을 부여하였다.
수 많은 동굴곰의 뼈대 화석이 발견되어 연구되었으나 제1차 세계 대전 와중에 인산염 부족 사태가 일어나자 그 동안 모은 동굴곰 뼈의 상당수도 인산염 제조 공장으로 실려가는 신세가 되었다. 오늘날 대부분의 영토가 오스트리아에 속하는 슈타이어마르크 공국에 있는 "드래곤 동굴"들이 이렇게 인산염 재료를 얻기 위해 파헤쳐졌다. 발굴된 뼈는 머리뼈와 넙다리뼈 정도만 일부 남겨졌다.
1917년에서 1923년 사이 독일의 에밀 배흘러는 스위스의 드라흔로흐(독일어: Drachenloch, 드래곤 동굴)에서 굴을 꽉 채우고 있는 동굴곰 뼈를 발견하였다. 적어도 3만 마리에 가까운 양이었고 오랜 시간 동안 쌓인 것이었다.
동굴곰은 한 때 유럽 전역에서 살았고, 지금도 중부 유럽의 동굴들에서는 동굴곰의 뼈가 발견된다. 이런 동굴에는 독일 헤머의 하인리히스홀러, 이절론의 데헨홀러 같은 곳들이 있다. 1966년 폴란드의 야스키냐 니에취에쟈(폴란드어: Jaskinia Niedźwiedzia, 곰 굴)에서는 온전히 남은 뼈대 1 구, 온전한 머리뼈 5 개, 일부만 남은 뼈대 18구가 한꺼번에 발견되었다. 1983년 루마니아의 페스테라 우르실로르(루마니아어: Peștera Urșilor, 곰 굴)에서도 140여 구의 동굴곰 뼈대 화석이 발견된 바 있다.
2020년 8월 러시아의 랴홉스키 제도 볼쇼이 섬에서 "온전히 보존된" 동굴곰의 사체가 발견되었다. 대략 2만2천년 전에서 3만9천5백년 전 사이에 살았던 이 동굴곰은 뼈대 뿐만 아니라 근육과 장기 같은 연약 조직까지 남아있는 유일한 사체이다. 이곳에서는 다 자란 동굴곰의 사체가 발견된 지 얼마 지나지 않아 새끼의 사체도 발견되었다.

## 진화
다음은 곰과의 계통 분류이다.

|  | 태양곰                                                      |
|  |                                                             |
|  | \| \| 아시아흑곰 \| \| \| \| \| \| 아메리카흑곰 \| \| \| \| |
|  |                                                             |
|  | 아시아흑곰                                                  |
|  |                                                             |
|  | 아메리카흑곰                                                |
|  |                                                             |

|  | 아시아흑곰   |
|  |              |
|  | 아메리카흑곰 |
|  |              |

|  | † 동굴곰                                        |
|  |                                                 |
|  | \| \| 불곰 \| \| \| \| \| \| 북극곰 \| \| \| \| |
|  |                                                 |
|  | 불곰                                            |
|  |                                                 |
|  | 북극곰                                          |
|  |                                                 |

|  | 불곰   |
|  |        |
|  | 북극곰 |
|  |        |

|  | 태양곰                                                      |
|  |                                                             |
|  | \| \| 아시아흑곰 \| \| \| \| \| \| 아메리카흑곰 \| \| \| \| |
|  |                                                             |
|  | 아시아흑곰                                                  |
|  |                                                             |
|  | 아메리카흑곰                                                |
|  |                                                             |

|  | 아시아흑곰   |
|  |              |
|  | 아메리카흑곰 |
|  |              |

|  | † 동굴곰                                        |
|  |                                                 |
|  | \| \| 불곰 \| \| \| \| \| \| 북극곰 \| \| \| \| |
|  |                                                 |
|  | 불곰                                            |
|  |                                                 |
|  | 북극곰                                          |
|  |                                                 |

|  | 불곰   |
|  |        |
|  | 북극곰 |
|  |        |

|  | 태양곰                                                      |
|  |                                                             |
|  | \| \| 아시아흑곰 \| \| \| \| \| \| 아메리카흑곰 \| \| \| \| |
|  |                                                             |
|  | 아시아흑곰                                                  |
|  |                                                             |
|  | 아메리카흑곰                                                |
|  |                                                             |

|  | 아시아흑곰   |
|  |              |
|  | 아메리카흑곰 |
|  |              |

|  | † 동굴곰                                        |
|  |                                                 |
|  | \| \| 불곰 \| \| \| \| \| \| 북극곰 \| \| \| \| |
|  |                                                 |
|  | 불곰                                            |
|  |                                                 |
|  | 북극곰                                          |
|  |                                                 |

|  | 불곰   |
|  |        |
|  | 북극곰 |
|  |        |

|  | 태양곰                                                      |
|  |                                                             |
|  | \| \| 아시아흑곰 \| \| \| \| \| \| 아메리카흑곰 \| \| \| \| |
|  |                                                             |
|  | 아시아흑곰                                                  |
|  |                                                             |
|  | 아메리카흑곰                                                |
|  |                                                             |

|  | 아시아흑곰   |
|  |              |
|  | 아메리카흑곰 |
|  |              |

|  | † 동굴곰                                        |
|  |                                                 |
|  | \| \| 불곰 \| \| \| \| \| \| 북극곰 \| \| \| \| |
|  |                                                 |
|  | 불곰                                            |
|  |                                                 |
|  | 북극곰                                          |
|  |                                                 |

|  | 불곰   |
|  |        |
|  | 북극곰 |
|  |        |

|  | 태양곰                                                      |
|  |                                                             |
|  | \| \| 아시아흑곰 \| \| \| \| \| \| 아메리카흑곰 \| \| \| \| |
|  |                                                             |
|  | 아시아흑곰                                                  |
|  |                                                             |
|  | 아메리카흑곰                                                |
|  |                                                             |

|  | 아시아흑곰   |
|  |              |
|  | 아메리카흑곰 |
|  |              |

|  | † 동굴곰                                        |
|  |                                                 |
|  | \| \| 불곰 \| \| \| \| \| \| 북극곰 \| \| \| \| |
|  |                                                 |
|  | 불곰                                            |
|  |                                                 |
|  | 북극곰                                          |
|  |                                                 |

|  | 불곰   |
|  |        |
|  | 북극곰 |
|  |        |

|  | 태양곰                                                      |
|  |                                                             |
|  | \| \| 아시아흑곰 \| \| \| \| \| \| 아메리카흑곰 \| \| \| \| |
|  |                                                             |
|  | 아시아흑곰                                                  |
|  |                                                             |
|  | 아메리카흑곰                                                |
|  |                                                             |

|  | 아시아흑곰   |
|  |              |
|  | 아메리카흑곰 |
|  |              |

|  | † 동굴곰                                        |
|  |                                                 |
|  | \| \| 불곰 \| \| \| \| \| \| 북극곰 \| \| \| \| |
|  |                                                 |
|  | 불곰                                            |
|  |                                                 |
|  | 북극곰                                          |
|  |                                                 |

|  | 불곰   |
|  |        |
|  | 북극곰 |
|  |        |

|  | 태양곰                                                      |
|  |                                                             |
|  | \| \| 아시아흑곰 \| \| \| \| \| \| 아메리카흑곰 \| \| \| \| |
|  |                                                             |
|  | 아시아흑곰                                                  |
|  |                                                             |
|  | 아메리카흑곰                                                |
|  |                                                             |

|  | 아시아흑곰   |
|  |              |
|  | 아메리카흑곰 |
|  |              |

|  | † 동굴곰                                        |
|  |                                                 |
|  | \| \| 불곰 \| \| \| \| \| \| 북극곰 \| \| \| \| |
|  |                                                 |
|  | 불곰                                            |
|  |                                                 |
|  | 북극곰                                          |
|  |                                                 |

|  | 불곰   |
|  |        |
|  | 북극곰 |
|  |        |

|  | 태양곰                                                      |
|  |                                                             |
|  | \| \| 아시아흑곰 \| \| \| \| \| \| 아메리카흑곰 \| \| \| \| |
|  |                                                             |
|  | 아시아흑곰                                                  |
|  |                                                             |
|  | 아메리카흑곰                                                |
|  |                                                             |

|  | 아시아흑곰   |
|  |              |
|  | 아메리카흑곰 |
|  |              |

|  | † 동굴곰                                        |
|  |                                                 |
|  | \| \| 불곰 \| \| \| \| \| \| 북극곰 \| \| \| \| |
|  |                                                 |
|  | 불곰                                            |
|  |                                                 |
|  | 북극곰                                          |
|  |                                                 |

|  | 불곰   |
|  |        |
|  | 북극곰 |
|  |        |

|  | 태양곰                                                      |
|  |                                                             |
|  | \| \| 아시아흑곰 \| \| \| \| \| \| 아메리카흑곰 \| \| \| \| |
|  |                                                             |
|  | 아시아흑곰                                                  |
|  |                                                             |
|  | 아메리카흑곰                                                |
|  |                                                             |

|  | 아시아흑곰   |
|  |              |
|  | 아메리카흑곰 |
|  |              |

|  | † 동굴곰                                        |
|  |                                                 |
|  | \| \| 불곰 \| \| \| \| \| \| 북극곰 \| \| \| \| |
|  |                                                 |
|  | 불곰                                            |
|  |                                                 |
|  | 북극곰                                          |
|  |                                                 |

|  | 불곰   |
|  |        |
|  | 북극곰 |
|  |        |

|  | 태양곰                                                      |
|  |                                                             |
|  | \| \| 아시아흑곰 \| \| \| \| \| \| 아메리카흑곰 \| \| \| \| |
|  |                                                             |
|  | 아시아흑곰                                                  |
|  |                                                             |
|  | 아메리카흑곰                                                |
|  |                                                             |

|  | 아시아흑곰   |
|  |              |
|  | 아메리카흑곰 |
|  |              |

|  | † 동굴곰                                        |
|  |                                                 |
|  | \| \| 불곰 \| \| \| \| \| \| 북극곰 \| \| \| \| |
|  |                                                 |
|  | 불곰                                            |
|  |                                                 |
|  | 북극곰                                          |
|  |                                                 |

|  | 불곰   |
|  |        |
|  | 북극곰 |
|  |        |

|  | 태양곰                                                      |
|  |                                                             |
|  | \| \| 아시아흑곰 \| \| \| \| \| \| 아메리카흑곰 \| \| \| \| |
|  |                                                             |
|  | 아시아흑곰                                                  |
|  |                                                             |
|  | 아메리카흑곰                                                |
|  |                                                             |

|  | 아시아흑곰   |
|  |              |
|  | 아메리카흑곰 |
|  |              |

|  | † 동굴곰                                        |
|  |                                                 |
|  | \| \| 불곰 \| \| \| \| \| \| 북극곰 \| \| \| \| |
|  |                                                 |
|  | 불곰                                            |
|  |                                                 |
|  | 북극곰                                          |
|  |                                                 |

|  | 불곰   |
|  |        |
|  | 북극곰 |
|  |        |

|  | 태양곰                                                      |
|  |                                                             |
|  | \| \| 아시아흑곰 \| \| \| \| \| \| 아메리카흑곰 \| \| \| \| |
|  |                                                             |
|  | 아시아흑곰                                                  |
|  |                                                             |
|  | 아메리카흑곰                                                |
|  |                                                             |

|  | 아시아흑곰   |
|  |              |
|  | 아메리카흑곰 |
|  |              |

|  | † 동굴곰                                        |
|  |                                                 |
|  | \| \| 불곰 \| \| \| \| \| \| 북극곰 \| \| \| \| |
|  |                                                 |
|  | 불곰                                            |
|  |                                                 |
|  | 북극곰                                          |
|  |                                                 |

|  | 불곰   |
|  |        |
|  | 북극곰 |
|  |        |

|  | 태양곰                                                      |
|  |                                                             |
|  | \| \| 아시아흑곰 \| \| \| \| \| \| 아메리카흑곰 \| \| \| \| |
|  |                                                             |
|  | 아시아흑곰                                                  |
|  |                                                             |
|  | 아메리카흑곰                                                |
|  |                                                             |

|  | 아시아흑곰   |
|  |              |
|  | 아메리카흑곰 |
|  |              |

|  | † 동굴곰                                        |
|  |                                                 |
|  | \| \| 불곰 \| \| \| \| \| \| 북극곰 \| \| \| \| |
|  |                                                 |
|  | 불곰                                            |
|  |                                                 |
|  | 북극곰                                          |
|  |                                                 |

|  | 불곰   |
|  |        |
|  | 북극곰 |
|  |        |

|  | 태양곰                                                      |
|  |                                                             |
|  | \| \| 아시아흑곰 \| \| \| \| \| \| 아메리카흑곰 \| \| \| \| |
|  |                                                             |
|  | 아시아흑곰                                                  |
|  |                                                             |
|  | 아메리카흑곰                                                |
|  |                                                             |

|  | 아시아흑곰   |
|  |              |
|  | 아메리카흑곰 |
|  |              |

|  | † 동굴곰                                        |
|  |                                                 |
|  | \| \| 불곰 \| \| \| \| \| \| 북극곰 \| \| \| \| |
|  |                                                 |
|  | 불곰                                            |
|  |                                                 |
|  | 북극곰                                          |
|  |                                                 |

|  | 불곰   |
|  |        |
|  | 북극곰 |
|  |        |

|  | 태양곰                                                      |
|  |                                                             |
|  | \| \| 아시아흑곰 \| \| \| \| \| \| 아메리카흑곰 \| \| \| \| |
|  |                                                             |
|  | 아시아흑곰                                                  |
|  |                                                             |
|  | 아메리카흑곰                                                |
|  |                                                             |

|  | 아시아흑곰   |
|  |              |
|  | 아메리카흑곰 |
|  |              |

|  | † 동굴곰                                        |
|  |                                                 |
|  | \| \| 불곰 \| \| \| \| \| \| 북극곰 \| \| \| \| |
|  |                                                 |
|  | 불곰                                            |
|  |                                                 |
|  | 북극곰                                          |
|  |                                                 |

|  | 불곰   |
|  |        |
|  | 북극곰 |
|  |        |

|  | 태양곰                                                      |
|  |                                                             |
|  | \| \| 아시아흑곰 \| \| \| \| \| \| 아메리카흑곰 \| \| \| \| |
|  |                                                             |
|  | 아시아흑곰                                                  |
|  |                                                             |
|  | 아메리카흑곰                                                |
|  |                                                             |

|  | 아시아흑곰   |
|  |              |
|  | 아메리카흑곰 |
|  |              |

|  | † 동굴곰                                        |
|  |                                                 |
|  | \| \| 불곰 \| \| \| \| \| \| 북극곰 \| \| \| \| |
|  |                                                 |
|  | 불곰                                            |
|  |                                                 |
|  | 북극곰                                          |
|  |                                                 |

|  | 불곰   |
|  |        |
|  | 북극곰 |
|  |        |

동굴곰과 큰곰은 플리오세와 플라이스토세의 사이에 둘의 공통 조상인 우르수스 에트루스쿠스(Ursus etruscus, 에스투리아 곰)로부터 종분화 된 것으로 추정된다. 우르수스 에트루스쿠스는 약 1백2천만년 전에서 1백4천만년 전까지 살았다. 큰 곰과는 다른 진화 과정에서 우르수스 데니게리(Ursus deningeri)를 거쳐 동굴곰이 되었다. 마지막 빙기 무렵 우르수스 데니게리와 공굴곰은 모두 유럽에서 살고 있었지만, 데니게리 쪽이 먼저 멸종하였다고 보는 학자와 우르수스 데니게리는 동굴곰과 사실상 같은 종으로 아종에 속한다고 보는 학자가 있다.
동굴곰은 매우 다양한 지역의 다양한 지질층에서 발견된다. 따라서 시간의 흐름에 따라 적응하는 모습을 관찰할 수 있다. 특히 앞어금니가 점점 작아지다 결국 없어지고 뒷어금니가 커지는 경향을 확인할 수 있는데, 이는 동굴곰이 점점 육식보다 초식에 의존하는 생활을 했다는 것을 의미한다. 동굴곰의 진화 과정은 빙기와 밀접한 관련이 있기 때문에 이러한 식성 변화는 동굴곰이 겨울잠을 자기 위해 에너지를 축적하는데 도움을 주었을 것이다.
2005년 4만2천년 전에서 4만4천년 전 사이에 살았던 공굴곰 21마리의 치아에서 DNA를 추출하여 동굴곰의 유전체를 복원하였다. 유전체 전체를 분석한 이 연구 이전에 이미 2만년 전에서 13만년 전 사이의 동굴곰 뼈대에서 미토콘드리아 DNA만을 따로 분석한 사례가 있었는데 두 연구 모두 공굴곰이 아메리카흑곰보다는 큰곰이나 북극곰과 가까운 관계에 있음을 보여 주었다. 모두 큰곰속에 속하는 이 곰들은 먼저 아메리카흑곰이 분기되어 나뉜 뒤 서로 다른 종으로 진화했다는 의미이다. 큰곰과 동굴곰의 유전체 분기 시점은 약 1백2천만년 전에서 1백4천만년 전 무렵으로 추정된다. 그러나 최근 연구 결과는 종분화 이후에도 두 집단 사이의 혼혈이 계속되었음을 보여주고 있다.

## 특징

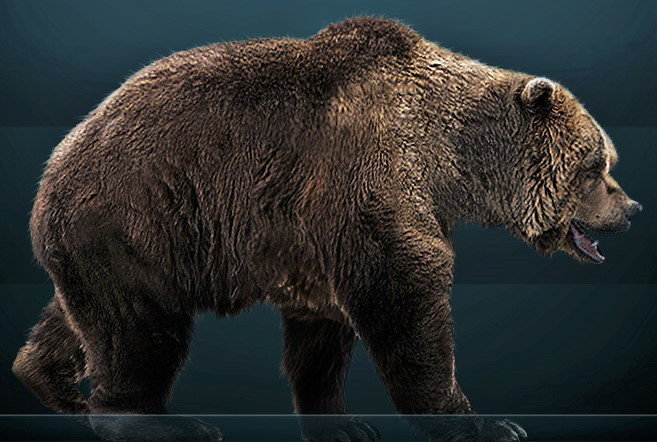
재구성한 생존 당시의 동굴곰 모습

동굴곰의 키는 앞발을 들고 일어서면 3.5 m 정도로 몸집이 매우 컸다. 뒷다리가 길었고 단단한 정강이와 안쪽으로 돌아간 큰 발을 지니고 있었다. 동굴곰의 수컷의 몸무게는 평균 약 600 kg 정도로 오늘날 살아 있는 어떤 종류의 곰보다 더 컸고 개중에는 1 t에 달하는 것도 있었다. 반면에 암컷은 평균 250 kg 정도로 상대적으로 작은 크기였다. 박물관에 전시된 동굴곰의 뼈대는 90% 가량이 수컷인데, 암수의 크기 차이가 크다는 것을 알기 전에는 작은 동굴곰을 왜소화 한 아종으로 잘못 판단했기 때문이다. 시기적으로 빙기에는 보다 큰 몸집을 보이고 간빙기에는 크기가 줄어드는 경향을 보인다.
동굴곰은 마지막 빙기 극대기에 둘 또는 세개의 앞어금니가 사라졌다. 대신 제일 안쪽의 뒤어금니가 매우 크게 발달했다. 이는 동굴곰이 여전히 잡식성이었긴 하지만 식물성 먹이에 보다 많이 의존하는 적응이 이루어진 결과이다.
동굴곰 수컷의 큰 몸집은 넙다리뼈가 크게 자라는 덕분이다. 반면에 위팔뼈는 오늘날 북극곰의 것과 크게 차이가 없다.

## 생태

### 먹이

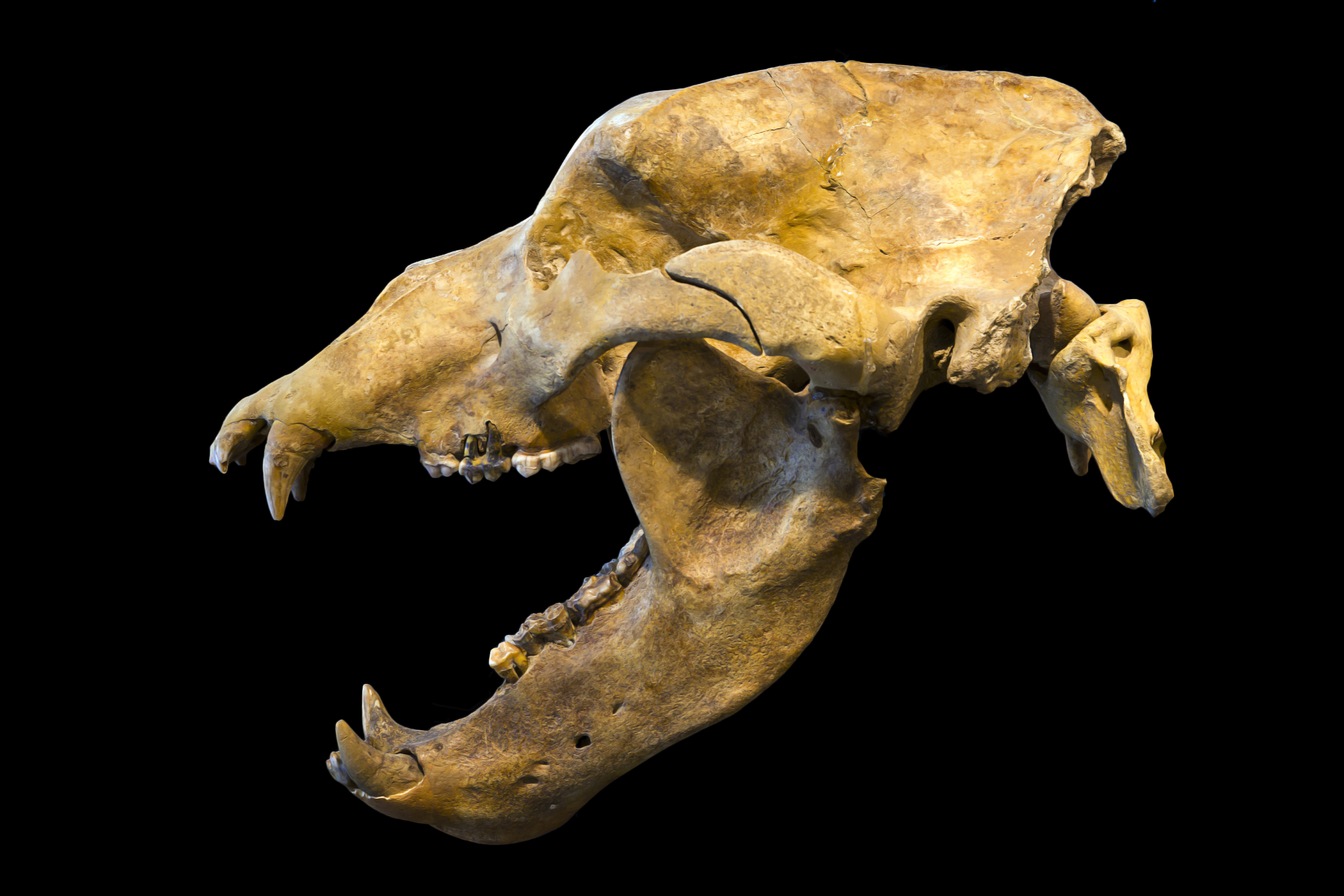
동굴곰의 머리뼈

치아를 현미경으로 분석해 본 결과 동굴곰이 오늘날 곰들과 달리 흙투성이 덩이줄기와 같은 보다 거친 음식을 먹었다는 것이 밝혀졌다. 동굴곰의 치아는 이런 음식을 씹어 먹기 알맞도록 매우 컸다.
동굴곰의 입 구조를 보면 오늘날 살아있는 가장 가까운 동물인 큰곰보다 더 초식성 생활을 했다는 것을 알 수 있다. 특히 시간이 지남에 따라 동굴곰의 치아는 더욱 식물을 씹기 좋도록 변화해 갔다는 것을 알 수 있다. 마지막 단계에선 거의 초식만으로 살았을 수 있다.
식물과 동물은 생장 과정에서 같은 물질일 지라도 서로 다른 동위 원소를 축적하는데 동물의 경우 질소-15가 자연 상태 보다 더 높게 축적된다. 어떤 동물이 육식을 한다면 하위 영양 단계의 동물들을 잡아 먹으면서 질소-15의 농도가 농축하게 된다. 따라서 먹이 사슬의 꼭대기에 있는 최종 포식자의 경우 질소-15는 매우 높게 농축되고 반대로 1차 소비자인 초식 동물이라면 체내 질소-15의 농도는 낮아진다. 이와 같은 현상은 탄소-13의 농축에서도 살펴볼 수 있다. 그 동안 발견된 동굴곰 뼈에 농축된 질소-15와 탄소-13의 비율은 오늘날 살아있는 초식동물과 큰 차이가 없어 이들이 주로 초식 생활을 했음을 알 수 있다.
그러나 동굴곰이 온전히 초식만 하지는 않았다. 동굴에 남겨진 흔적들엔 동굴곰이 육식도 하였다는 증거들이 남아있다. 예를 들어 동굴곰의 이빨 자욱이 있는 뼈와 같은 것들이 있다. 치아에 남은 치석을 분석한 결과에서도 동물 단백질이 발견된다. 카르파티아산맥의 루마니아 쪽 지역에 있는 페시테라 쿠 웨아세 동굴에서는 동굴곰의 뼈대에서 육식을 했을 때 나타나는 질소-15 농축이 확인되었다. 따라서 동굴곰은 맘모스와 같은 완전한 초식 동물이라기 보다 식물성 먹이를 위주로 하지만 간간히 육식도 하는 잡식 동물이었다고 볼 수 있다.
동굴곰이 큰곰속에 속하는 다른 곰들에 비해 뚜렷하게 초식성을 보인다는 것이 여전히 주류적인 견해이지만 잡식 동물이었다는 견해가 점차 지지를 얻고 있는 상황이다. 이에 따라 기존의 동굴곰 머리뼈에 대한 분석 결과도 새롭게 해석되고 있다.

### 수명

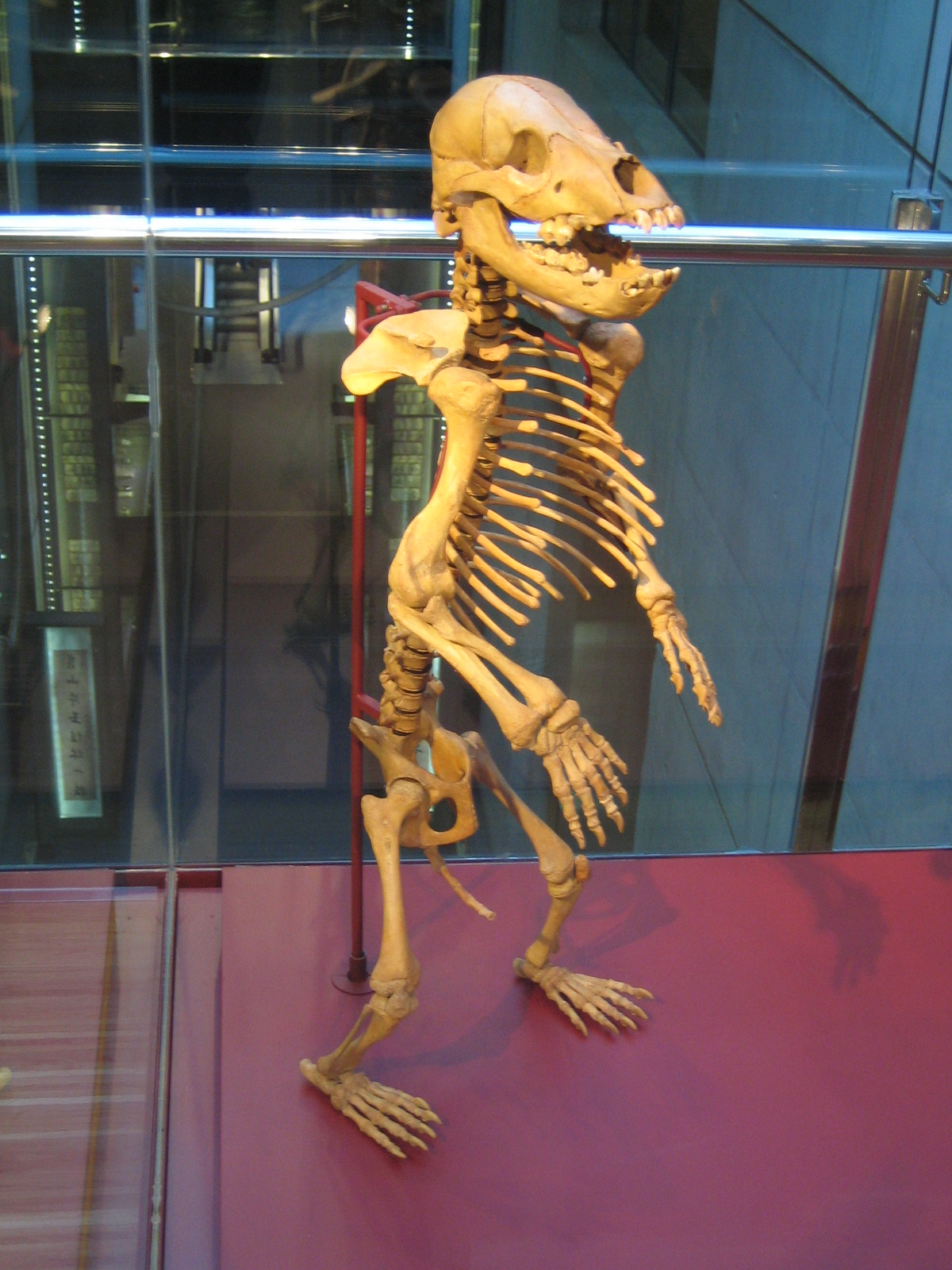
어린 동굴곰의 뼈대

동굴곰의 일반적인 사인은 동면을 하다 축적된 에너지 고갈로 죽음을 맞이하는 것이었다. 여름철에 질병에 걸렸거나 노쇠하게 되어 먹이를 충분히 섭취하지 못하면 지금보다 더 길었던 겨울을 견디기 힘들었다. 발견된 동굴곰의 뼈대를 보면 이들이 척추 유합, 골종양, 충치, 치근 흡수, 특히 어린 개체에서 자주 나타나는 괴사, 골수염, 골막염, 구루병, 신장결석과 같은 다양한 질명에 시달렸음을 알 수 있다. 수컷 동굴곰의 경우엔 종종 음경골이 부러져 있는데, 아마도 짝짓기 철에 다른 수컷과 싸움을 벌이다 얻은 부상일 것이다. 동굴곰의 수명은 정확히 알려진 바가 없지만, 아마도 20 살 이상을 살았을 것으로 보인다.
고생물학자들은 회색늑대나 동굴하이에나가 동굴곰에게 위협이 되었겠지만 건장한 동굴곰은 이들을 쉽게 물리쳤을 것으로 본다. 그러나 병에 걸렸거나 쇠약해 진 동굴곰은 늑대나 하이에나의 먹이가 되었다. 겨울철 끝무렵 먹이가 거의 없어지면 동굴하이에나들은 이미 겨울잠을 자다 죽었거나 나이가 많아 몹시 쇠약해진 동굴곰을 공격하였을 것이다. 이들은 동굴곰의 살점뿐만 아니라 뼈까지 부수어 먹었다. 그러나 아무리 겨울잠을 자는 중이라고 하여도 건장한 동굴곰은 그리 만만한 사냥감이 아니었다. 가끔 동굴곰의 뼈가 발견되는 동굴 속 깊이 동굴사자의 뼈가 함께 발견되는 경우가 있는데, 아마도 동굴곰을 잡으러 왔던 동굴사자가 도리어 동굴곰에게 죽임을 당한 것일 수 있다.

## 서식 범위
동굴곰의 화석은 유럽 전역에서 발견된다. 서쪽으로는 영국, 스페인부터 남쪽으로는 이탈리아, 발칸반도, 중부 유럽인 독일, 폴란드, 루마니아는 물론이고 동쪽으로는 러시아에서도 발견되고 있다. 유럽을 넘어 아시아 지역인 이란의 북부에서도 발견되었다. 한편 마지막 빙기 동안 온전히 빙하로 뒤덮여 있었던 스코틀랜드, 스칸이나비아, 발트 3국 등에서는 화석이 전혀 발견되지 않는다. 동굴곰이 가장 많이 발견되는 곳은 오스트리아, 스위스, 이탈라아 북부, 스페인 북부, 프랑스 남부, 그리고 루마니아로 모두 산악이 많은 지역이다. 거칠게 정리하면 알프스산맥과 카르파티아산맥이 동굴곰의 주요 서식지였다. 유럽에서는 수천구가 넘는 동굴곰 화석이 발견되어 한 때 동굴곰이 매우 흔했다는 것을 알 수 있지만, 동시에 지난 10만년 사이에 해마다 많은 수의 동굴곰이 동굴 속에서 죽었다는 것을 의미하기도 한다.
동굴곰은 산중턱 석회암 동굴에 주로 살았고 평지의 숲은 피했다.

## 인간과의 관계

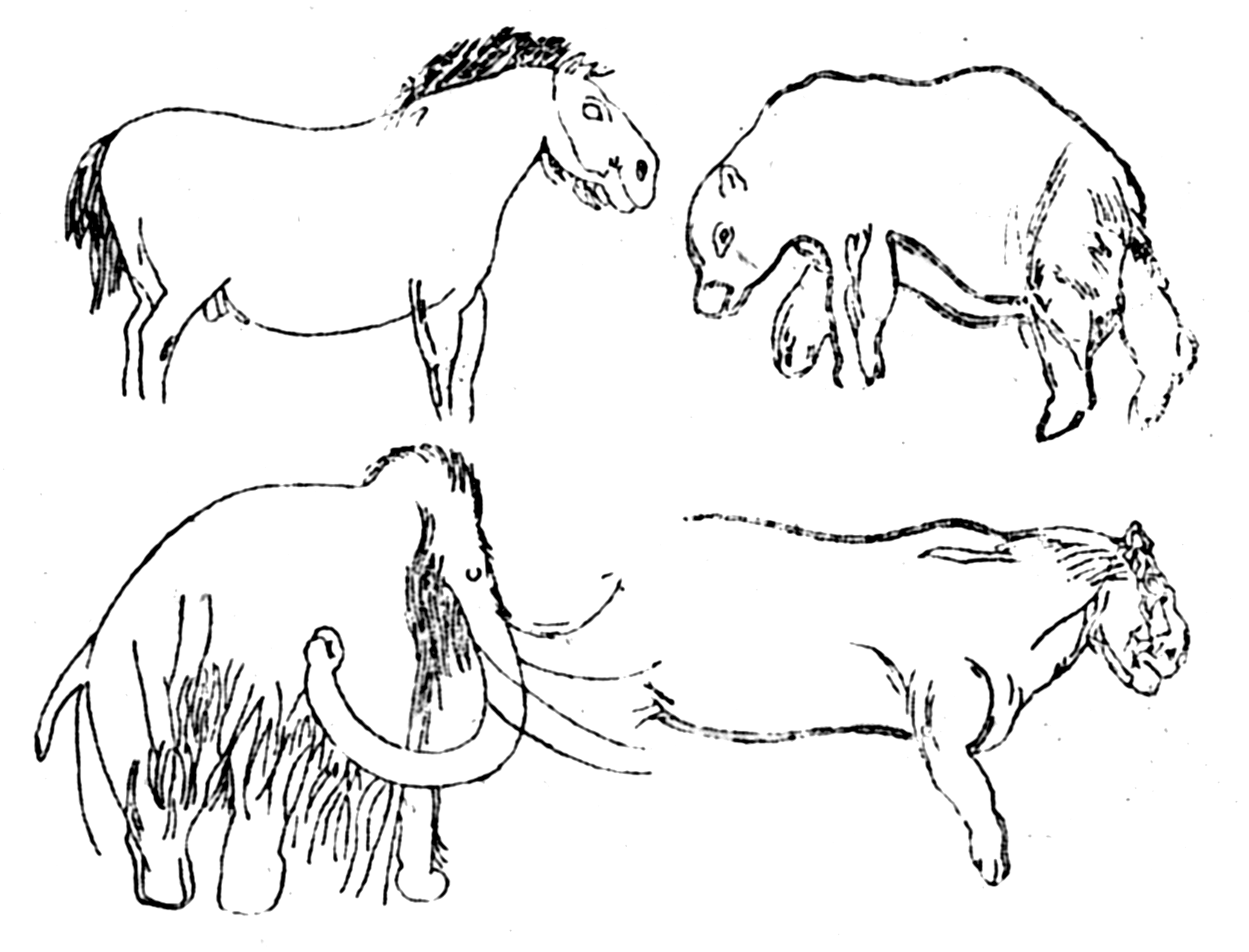
프랑스 라 콩바렐 동굴에 그려진 선사시대의 그림. 오른쪽 위에 동굴곰이 보인다.

1917년에서 1923년 사이 에밀 배흘러는 드라헨로흐의 공굴곰 뼈대들을 발견하면서 동굴 근처에 석회암으로 된 키스트도 함께 발견하였다. 키스트는 주로 매장에 사용되었던 석기 시대 유물인데, 트라헨로흐의 키스트는 동굴곰의 머리뼈와 다른 곰들의 뼈들이 함께 묻혀있었다. 이 뼈들을 묻은 것은 분명 사람이기 때문에, 학자들은 키스트에 묻힌 동굴곰 머리뼈가 매장 문화나 종교 의식에 관련이 있다고 해석하였다. 그러나 이것을 종교와 연결지어 생각하기 보다는 사냥을 통해 얻은 강력한 동물의 머리를 트로피로 삼았을 수도 있다. 한편 고고학자 티모시 인솔리는 2004년 《고고학, 종교, 의식》에서 당시 발굴이 전문 고고학자의 참여 없이 인부들에 의해 진행되었기 때문에 키스트의 발견 당시 상황이 정확하지 않아 실제 동굴곰의 머리가 있는 상태에서 키스트가 발견된 것인지 아니면 드라헨로흐에서 발견된 수많은 머리뼈 가운데 하나가 굴러 떨어진 것을 오인한 것인지도 확실치 않다고 주장하였다.
비슷한 사례가 프랑스 남부의 레고르도에서도 발견 되었다. 매장된 네안데르탈인 옆에 적어도 스무 마리가 넘는 동굴곰의 뼈대가 네모난 돌 밑에 함께 묻혀 있었다. 이에 대해 네안데르탈인이 종교적 의식을 갖고 있었다는 해석이 우세하다.
이탈리아 북부 사보나에 있는 토이라노 동굴에서는 동굴 속 깊은 곳에서 석순을 동굴곰 모양으로 다듬은 유물이 발견되었다. 네안데르탈인이 만든 이 석순 조형물은 숭배의 대상이거나 의식에 사용되었던 것으로 보인다.

## 멸종

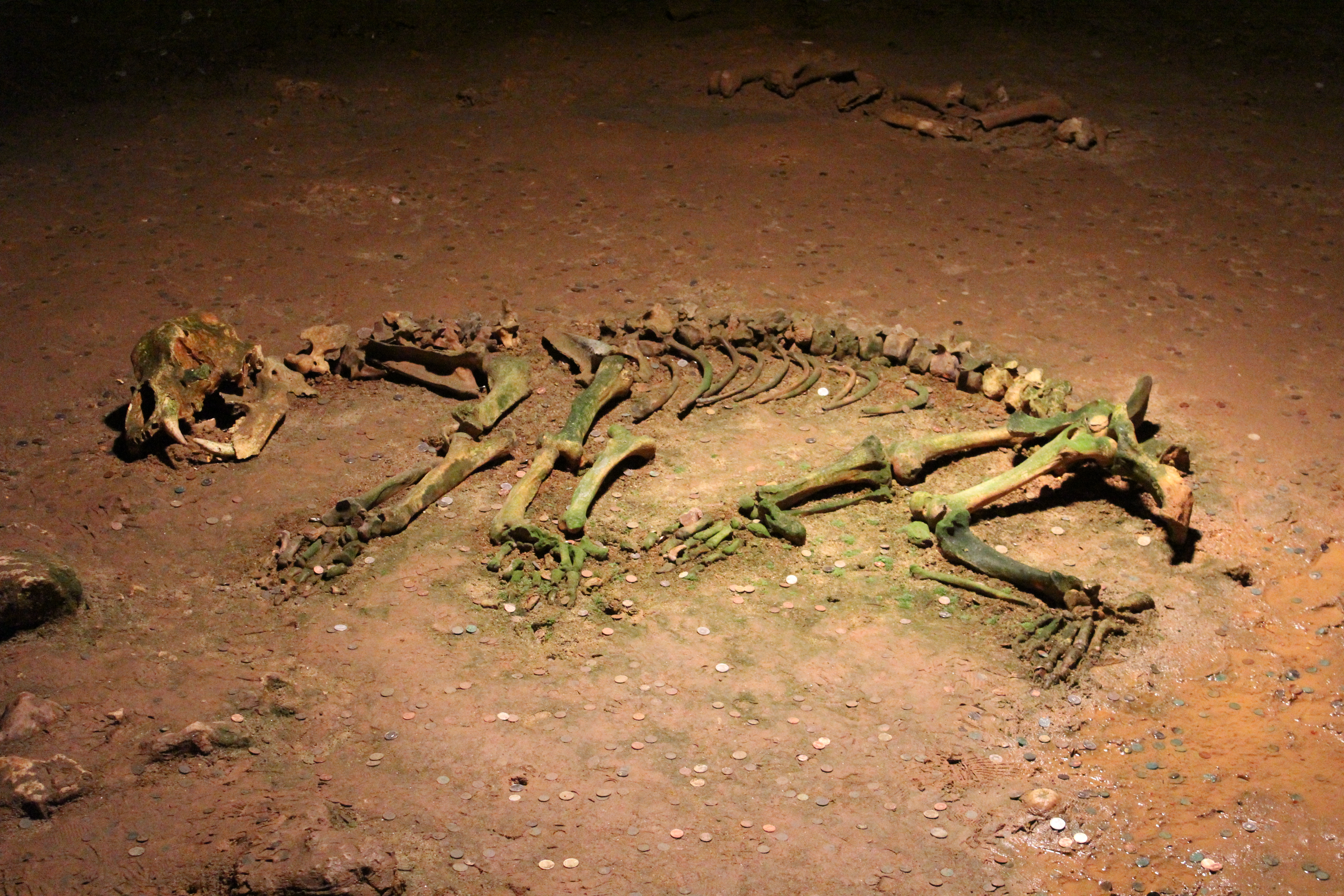
루마니아에서 발굴된 동굴곰의 뼈대

동굴곰은 여러 원인이 복합적으로 작용하여 멸종하였다. 대개는 멸종 시기를 2만4천년 전 쯤으로 보지만 1만2천년 전 목걸이에 동굴곰 치아가 장식된 것이 있어 그 보다 멸종 시기가 늦었을 수도 있다.
마지막 빙기 극대기에 다른 많은 거대동물 들이 멸종하였던 것과 비교하면 동굴곰은 이른 시기에 멸종했는데 초식성 동물로 적응 한 것이 기후 변화를 맞아 멸종의 원인이 되었다고 추정되었다. 그러나 동굴곰의 화석 시기가 여러 지질 시대에 걸쳐 있기 때문에 기후 변화가 멸종의 원인이 아니었을 것이라고 본다. 미토콘드리아 DNA의 분석 결과 동굴곰은 빙기 이전부터 계속하여 유전체 변화를 겪었기 때문에 기후 변화만으로 멸종을 설명하기는 어렵다. 더욱이 루마니아의 동굴에서 발견된 질소-15가 농축된 동굴곰의 뼈대는 이들이 육식도 하는 잡식 동물이었다는 점을 증명한다.
기후 변화가 하나의 원인이었겠지만, 그 보다 더 큰 위험은 사람이었을 것이다. 인간은 동굴곰을 끊임 없이 사냥하였고 스스로의 거주지를 마련하기 위해 동굴 속에서 곰을 쫓아 내었다. 그러나 선사시대 동굴 벽화에는 큰곰이 흔하지만 동굴곰의 그림은 드물기 때문에 인간의 사냥감 항목에서 동굴곰은 그리 크지 않았다는 주장도 있다. 그렇다면 사람과 서식지가 겹쳤기 때문에 동굴곰이 밀려난 것일 수도 있다. 고생물학자 비외른 쿠르텐은 마지막 빙기가 시작되기도 전에 이미 동굴곰은 서식지를 인간에게 빼앗겨 개체수 감소를 겪고 있었다고 추정한다. 동굴곰의 마지막 거처는 아마도 알프스 남쪽 지역이었을 것이다.
발굴된 동굴곰 화석을 보면 이들이 오직 동굴에서만 겨울잠을 자고 큰곰과 같은 다른 곰들처럼 관목 숲 같은 대신할 수 있는 장소를 쓰지 않았다는 점을 알 수 있다. 사람의 인구 증가와 함께 알맞은 동굴의 수가 계속해서 줄어들었기 때문에 큰곰과 달리 결국 제대로 겨울잠을 잘 수 있는 곳을 마련하지 못해 멸종하였을 수 있다. 물론 기후 변화가 멸종을 부추겼겠지만 3만5천년 전까지도 중부 유럽에 많은 개체가 살던 동굴곰이 급속히 멸종한 것은 동굴을 놓고 인간과 거주지 경쟁을 벌일 수 밖에 없었기 때문일 것이다.
2019년 진행된 스위스, 폴란드, 프랑스, 스페인, 독일, 이탈리아, 세르비아 등지에서 발굴된 81 구의 동굴곰 뼈대에 대한 광범위한 미토콘트리아 유전체 분석 결과 동굴곰은 크로마뇽인이 등장하여 오리냐크 문화가 생긴 4만여 년부터 이미 개체수 감소에 따른 유전체 변화를 겪었다. 즉 현생 인류의 인구 증가가 동굴곰의 개체수 감소에 영향을 주었다는 의미가 된다. 따라서 동굴곰의 멸종은 기후 변화 보다는 인간의 사냥과 서식지 파괴에 의한 것이다. 스페인의 동굴에서 발견된 동굴곰 화석의 미토콘드리아 DNA 분석 결과 이 동굴에는 조상에서 자손으로 혈통이 이어지는 동굴곰들이 살았다. 인간에게 서식지를 빼앗긴 동굴곰이 겨울잠을 잘 만한 알맞은 새 동굴을 찾기는 쉽지 않았을 것이다. 그런 곳은 이미 다른 사람이 살거나 다른 동굴곰 가족이 있었을 것이기 때문이다.
2020년 러시아의 랴홉스키 제도 볼쇼이 섬에서 발견된 동굴곰 사체는 약 3만5천년 전 얼어 죽은 것이다. 겨울잠을 자는 동굴곰의 습성을 생각하면 겨울철 동굴 밖을 헤메는 모습이 멸종에 이른 동굴곰의 마지막 모습이었을 것이다.

## 같이 보기
- 디브예 바베 플루트